# Hans Kail
Johann „Hans” Kail (? – ?) osztrák jégkorongozó olimpikon.
Az 1928. évi téli olimpiai játékokon a jégkorongtornán is játszott. Az osztrák csapat a C csoportba került. Az első mérkőzésen a svájciakkal 4–4-es döntetlent játszottak, majd a németekkel 0–0-s döntetlen lett a végeredmény. A csoportban csak három válogatott volt. Az osztrákok a másodikak lettek és nem jutottak tovább. Összesítésben az 5. lettek.
Klubcsapata a stockeraui StEV volt.